# Station Haydons Road
Haydons Road is een spoorwegstation van National Rail in Merton in Engeland. Het station is eigendom van Network Rail en wordt beheerd door Govia Thameslink Railway. 